# Rouy-le-Grand
Rouy-le-Grand ist eine französische Gemeinde mit 100 Einwohnern (Stand 1. Januar 2022) im Département Somme in der Region Hauts-de-France im Norden von Frankreich. Die Gemeinde gehört zum Kanton Ham und ist Teil des Gemeindeverbandes Est de la Somme.

## Geographie
Die Gemeinde liegt an der Einmündung des Canal du Nord, der sie von Rouy-le-Petit trennt, in den Canal de la Somme, der hier dem Lauf der Somme folgt.

## Geschichte
Die Gemeinde erhielt als Auszeichnung das Croix de guerre 1914–1918.

## Einwohner
| 1962 | 1968 | 1975 | 1982 | 1990 | 1999 | 2006 |
| ---- | ---- | ---- | ---- | ---- | ---- | ---- |
| 86   | 103  | 71   | 115  | 99   | 103  | 109  |

## Verwaltung
Bürgermeister (maire) ist seit 2001 Francis Urier.